# 마력
마력(馬力, hp, ps)은 일률의 단위이다. 마력은 정의에 따라 그 기준이 달라 SI 단위인 와트가 보다 더 널리 쓰인다. 마력은 자동차 산업에서 내연 기관의 일률을 나타내는 단위로 주로 쓴다. 일반적으로 hp를 많이 사용한다.
마력은 영국의 기준으로 1 hp(horsepower) = 745.7W이며, 독일의 기준으로는 1 ps(pferdestärke) = 735.5W이다.
영국식 마력(hp)은 제임스 와트가 개발한 증기 기관의 성능을 재기 위해 도입했다. 
이때 1마력은 영국식 단위계인 야드파운드법에 따라 길이의 단위 피트(1ft=0.3048m)와 질량의 단위 파운드(1lb=453.599082g)를 써서 550ft·lb_f/sec가 되었다.
이것을 다른 일률 단위인 와트(W)로 환산하면, 영국에서 중력 가속도(g)의 값은 9.8119m/s²이므로 
1 hp=550×0.3048×0.453592×9.8119 = 약 745.7W가 된 것이다.
1마력은 이것이 설정된 1765년 당시 영국산 말 한 마리가 할 수 있는 일률이었다.
하지만 영국의 야드파운드법 대신 미터법을 사용하는 독일, 프랑스 등 유럽에서는
미터 단위를 적용해 프랑스 마력(ps)이 나왔다.
1초 동안 질량 75kg의 물체를 1m 들어올리는 일률로
1PS = 75kgf·m/s = 75 × 9.80665N·m/s = 약 735.5W가 되었다.

## 같이 보기
- 펌프